# Hwang Hye-young
Hwang Hye-young, född 16 juli 1966, är en sydkoreansk idrottare som tog guld i badminton tillsammans med Chung So-young vid olympiska sommarspelen 1992 i Barcelona.